# Wahlpartei
Eine Wahlpartei, auch wahlwerbende Partei, ist in Österreich eine Vereinigung, die sich an der Wahlwerbung zu einem allgemeinen Vertretungskörper in Österreich (Nationalrat, Landtag, Gemeinderat) oder dem Europäischen Parlament beteiligt und dazu eine Parteibezeichnung führt und eine Parteiliste aufstellt.
Das österreichische Parteienrecht unterscheidet zwischen der politischen Partei als dauerhaft organisierter Verbindung zur umfassenden Beeinflussung der staatlichen Willensbildung und der Wahlpartei als wählbarer Liste. Wahlparteien können unabhängig von politischen Parteien gebildet werden, umgekehrt ist die Wahlteilnahme keine Voraussetzung für den Status als politische Partei. Trotz der gleichen Bezeichnungen unterscheiden sich die Begriffsinhalte im österreichischen Parteienrecht damit beispielsweise von denen im Nachbarland Deutschland: Dort ist Teilnahme an Landtags- oder Bundestagswahlen eine zwingende Voraussetzung für die Parteieigenschaft, „Wahlparteien“ ohne Verbindung zu einer politischen Partei würden dort als Wählergruppe bezeichnet.
Praktische Bedeutung hat dies bei den formalen Voraussetzungen zur Errichtung der jeweiligen Parteiform – die Bildung einer politischen Partei setzt lediglich die Hinterlegung der Satzung beim Bundesministerium für Inneres voraus, während für Wahlparteien verschiedene Zulassungshürden im Vorfeld einer Wahl bestehen – und durch die Möglichkeit des Zusammenschlusses unterschiedlicher politischer Parteien zu einer gemeinsamen Wahlpartei. In Österreich sind mehr als 1000 politische Parteien registriert, eine tatsächliche Wahlteilnahme als Wahlpartei erfolgt nur durch einen geringen Teil davon. Umgekehrt können sich beispielsweise auch einzelne Personen zur Wahl stellen, ohne eine Partei zu gründen, typischerweise unter der Bezeichnung Liste mit dem Personennamen.
Auswirkungen hat das auch auf die staatliche Parteienförderung. Diese wird am Wahlresultat bemessen, Parteien, die nicht als Wahlpartei antreten, erhalten daher prinzipiell keine Förderungen. Aktuell wurde diese Frage beispielsweise 2017 mit dem neuen Parteichef der ÖVP, Sebastian Kurz, der die Bedingung formuliert hatte, als Liste Sebastian Kurz zu Wahlen anzutreten. Wäre das aber eine eigenständige Wahlpartei, erhielte die politische Partei ÖVP, eine der traditionellen Großparteien Österreichs, auf Bundesebene keine Förderung mehr.
Umgekehrt gelten auch für wahlwerbende Parteien, die keine politischen Parteien sind, die Vorschriften des Parteiengesetzes von 2012, was die Bestimmungen zu Wahlwerbungsausgaben, Rechenschaftsberichten (im Sinne der Transparenz), Spenden, Sponsoring, Inseraten, sowie Sanktionen betrifft.